# Julien Leclercq (poète)
Pour les articles homonymes, voir Leclercq et Julien Leclercq.
Joseph Louis Julien Leclercq, né à Armentières le 16 mai 1865 et mort à Paris le 31 octobre 1901, fut un poète d’inspiration symboliste, un écrivain et critique d'art. 

## Biographie

### Écrivain, poète et critique
Il fréquente les réunions de jeunes poètes comme le « cénacle de La Butte », à Montmartre. 
En 1889, entre avril et septembre, il est rédacteur pour la revue Le Moderniste Illustré (en) aux côtés de son ami Gabriel-Albert Aurier : vingt-trois numéros parus, comprenant entre autres des dessins de Paul Gauguin et surtout la première critique favorable à Vincent Van Gogh. 
Il collabore également en 1889 à la refondation de la revue La Pléiade, d'où renaîtra le Mercure de France avec son ami George-Albert Aurier autour d'Alfred Vallette qui en prend la direction en 1890. Il y rédige notamment la nécrologie de Vincent Van Gogh mort fin juillet 1890. 
Il publie une pièce en trois actes, La Vie sensible aux éditions du Mercure de France. Il est également l'auteur des Strophes d’amants écrites en 1891. Il rédige également un ouvrage consacré à l'écrivain et poète Paul-Napoléon Roinard.
Il se bat en duel le 31 décembre 1890, à l'épée, avec Rodolphe Darzens : en demandant la main de la sœur de Darzens, Leclercq s'était vu en devoir de produire un certificat médical attestant qu'il n'était pas pédéraste et les deux hommes en étaient venus aux mains. Les témoins de Leclercq étaient Jules Renard — qui rapporte la chose dans son Journal — et Paul Gauguin.

### Critique d'art
Lors de son séjour d'études à Paris, la pianiste finlandaise Fanny Flodin fait la connaissance de Julien Leclercq. Ils se marient en 1898.
En 1898, il profite d'un déplacement professionnel en Finlande pour un récital donné par sa femme Fanny pour aider à organiser des expositions d'art contemporain à travers la Scandinavie avec l'aide de la sœur sculptrice de Fanny Hilda Flodin. Leclerq se spécialise alors en art nordique et joue un rôle important dans l'intégration des artistes finlandais dans le milieu de l'art parisien .
En mars 1901, il organise, à Paris, la première exposition de collections privées de toiles de Vincent van Gogh (il en a achetées onze à Johanna van Gogh) dans la célèbre Galerie Bernheim-Jeune. Il collabore étroitement avec Johanna van Gogh (veuve de Théodore van Gogh, frère de Vincent van Gogh), pour le prêt de toiles de l'artiste. Parmi les visiteurs, vient le critique d'art et marchand d'art allemand Paul Cassirer qui fera connaître à ses compatriotes les œuvres de Van Gogh, lors d'expositions à Berlin. 

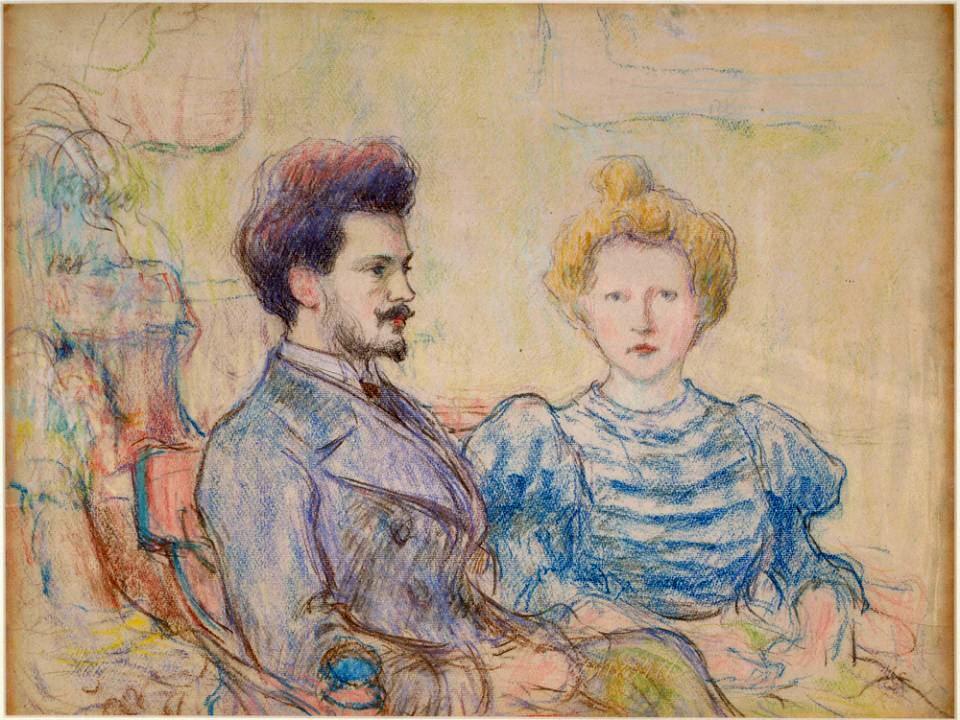
Fanny Flodin et Julien Leclercq par Emile Schuffenecker

Julien Leclercq meurt subitement le 31 octobre 1901 à Paris.

## Écrits
- La Vie Sensible, pièce en 3 actes, Mercure de France
- Strophes d'amant, prélude par G. Albert Aurier, 1891
- Dialogue platonicien sur l'antisémitisme : Morès et Drumont jugés par Socrate. Morès à l'Hippodrome, Impr. des Essais d'art libre, 1892
- Les Sept sages et la jeunesse contemporaine, 2e édition, A.-L. Charles, 1892
- La Physionomie : visages et caractères : quatre-vingt-cinq portraits contemporains d'après les principes d'Eugène Ledos, Larousse, 1896